# Нереїда Епірська
Нереїда — дружина  Гелона II, сина сицилійського тирана, родичка Олімпії II Епірської — королева та регента Епіру.

## Походження
Якщо виходити з примітки Тита Лівія, що Нереїда була «онукою (скоріше, ніж дочкою) Пірра», то тоді її батьками, швидше за все, були одружені Олександр II і його сестра за батьком Олімпія II Епірська. Тоді Пірр II є не батьком, а братом Нерєїди.
Юстин не уточнює цей момент, кажучи лише про те, що після смерті Олімпії та її синів, «з усього царського роду залишилися лише дві дівчини», в тому числі і Нереїда.
За словами Павсанія, Нереїда була дочкою Пірра, «сина Еакіда», однак це явна хронологічна помилка, так як Пірр помер, коли Гелон ще не народився. Однак Полібій також говорив про те, що Гієронім був онуком Пірра як «єдиної людини, якого всі сицилійці з власної волі і з любові вибрали собі в вожді і царі.»

## Життя
Нереїда  вийшла заміж за Гелона — сина Гієрона II. У цьому шлюбі народився Гієронім — останній цар незалежних Сіракуз, що успадкував в 215 році до н. е. владу після смерті свого діда, так як Гелон помер ще за життя Гіерона II. Можливо, що дочкою Нерєїди була і Гармонія, так як про інші шлюби її батька Гелона невідомо.
При розкопках античного театру в Сіракузах було знайдено напис з ім'ям Нерєїди, в якому зазначено, що вона була царицею.